# Анархо-синдикалізм

Прапор анархо-синдикалістів

Ана́рхо-синдикалі́зм — одна із самостійних течій анархізму, яка вважає, що засоби виробництва мають перейти до найвищої форми організації робітників — профспілок. Виник наприкінці XIX ст. у Європі, прагнув об'єднати всіх робітників і за допомогою соціальної революції ліквідувати капіталістичне суспільство. На початку XX ст. синдикалізм був впливовим у міжнародному профспілковому русі та в соціалістичних партіях деяких країн. Головна мета сучасного анархо-синдикалізму — ліквідація державних інститутів і створення вільного суспільства.

## Сутність анархо-синдикалізму
Анархо-синдикалізм, або робітничий анархізм, визнає тільки низову, неієрархічну самоорганізацію трудящих, і тому відкидає участь в органах влади, а також політичні партії та ієрархічні профспілки.
Анархо-синдикалісти закликають до розвитку навичок самоуправління і солідарності через самоорганізацію в повсякденній боротьбі за покращення життєвих умов і розширення прав найманих робітників, проти зазіхань капіталу і держави, проводячи страйки, бойкоти, демонстрації, саботажі та інші подібні акції протесту (так звані акції «прямої дії»), щоб підготувати тим самим соціальну революцію, яка повинна привести до панування лібертарного (вільного) комунізму.
Анархо-синдикалісти вважають, що профспілки повинні діяти на основі принципу прийняття рішень усім колективом, через загальні збори на місцях. Вони відкидають розділення людей за статевою, сексуальною, віковою, етнонаціональною ознакою, так само як і будь-які інші види сегрегації та дискримінації. Для анархо-синдикалістів кожна людина цінна насамперед як унікальна особистість, яка є частиною всього людського суспільства:
Теоретиками анархо-синдикалізму були Жорж Сорель, Юбер Лагардель та ін. Основні ідеї анархо-синдикалізму викладено в Ам'єнській хартії, прийнятій 1906 на з'їзді Загальної конфедерації праці у Франції в Ам'єні.
Анархо-синдикалізм зародився і поширився переважно у Франції, Італії, Іспанії та країнах Латинської Америки, де існував значний дрібнобуржуазний прошарок населення, з якого постійно поповнювались ряди робітничого класу.

## Організації революційних і анархо-синдикалістів

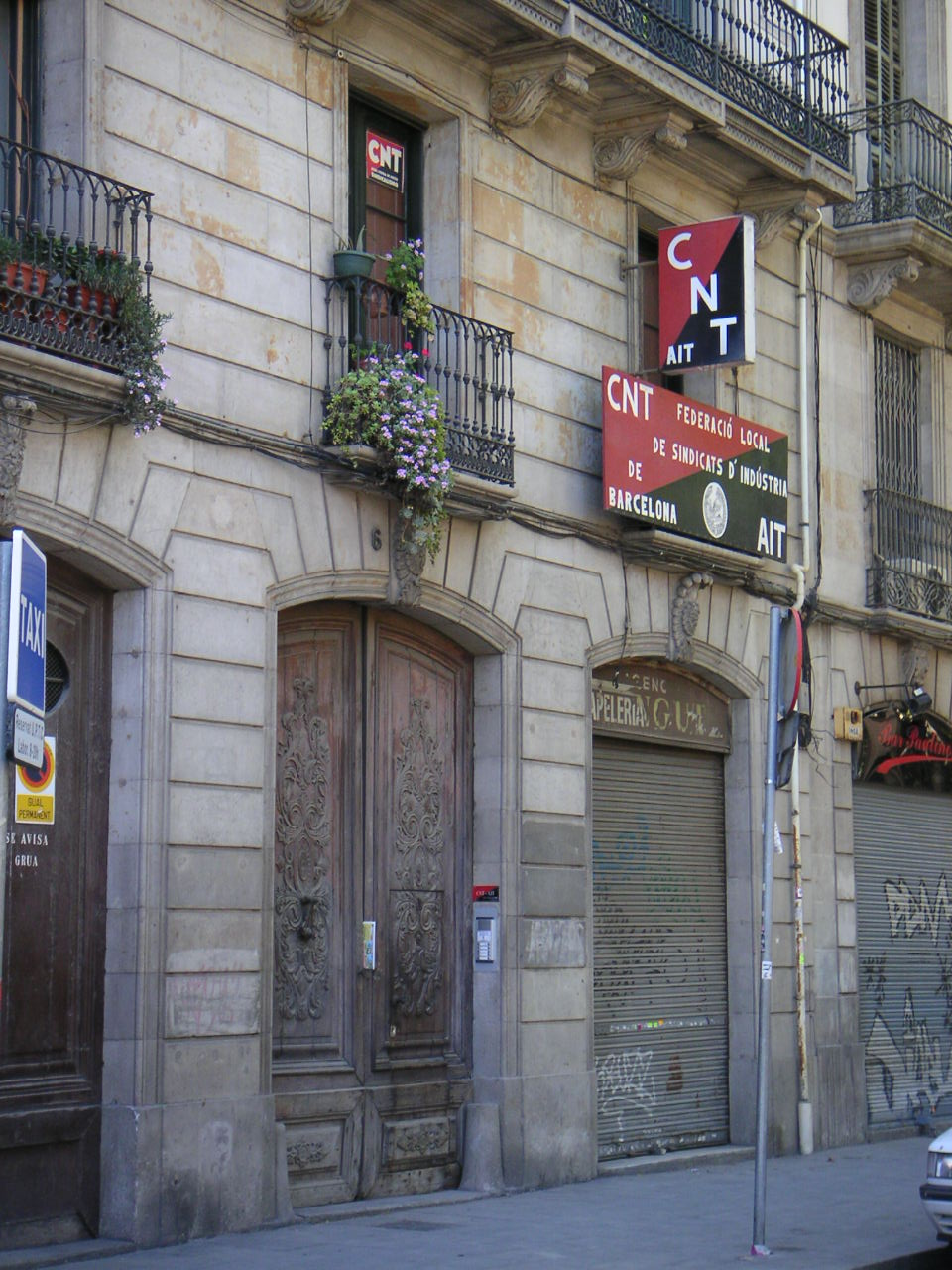
Профспілковий офіс CNT-AIT в Барселоні

Секретаріат Міжнародної Асоціації Трудящих (МАТ)
- Австралія: Анархо-синдикаліська федерація
- Австрія: Вільний робочий союз Австрії
- Аргентина: Аргентинська регіональна робоча федерація (ФОРА)
- Бразилія: Рух за відновлення Бразильської робочої конфедерації
- Велика Британія: Федерація Солідарності [Архівовано 23 вересня 2020 у Wayback Machine.]
- Венесуела: Комісія анархіських зв'язків [Архівовано 26 липня 2009 у Wayback Machine.]
- Греція: Антиавторитарна Дія
- Іспанія: Загальна Конфедерація Трудящих [Архівовано 5 червня 2009 у Wayback Machine.]
- Іспанія: Національна Конфедерація Праці [Архівовано 23 лютого 2011 у Wayback Machine.]
- Італія: Італійський синдикальний союз (УСІ) [Архівовано 16 грудня 2015 у Wayback Machine.]
- Нігерія: Ліга свідомості
- Німеччина: Вільний робочий союз (ФАУ) [Архівовано 20 вересня 2020 у Wayback Machine.]
- Норвегія: Норвезька синдикаліська федерація [Архівовано 18 серпня 2009 у Wayback Machine.]
- Польща: Робоча ініціатива
- Португалія: Міжнародна Асоціація Трудящих — Португальська секція
- Сербія: Анархо-синдикаліська ініціатива
- Словаччина: Пряма дія
- США: Альянс робочої солідарності [Архівовано 19 квітня 2009 у Wayback Machine.]
- Франція: Національна конфедерація праці [Архівовано 1 липня 2007 у Wayback Machine.]
- Хорватія: Анархо-синдикаліська конфедерація [Архівовано 10 квітня 2009 у Wayback Machine.]
- Чехія: Федерація анархіських груп
- Чилі: Анархістський колектив «Жерміналь»
- Швеція: Шведська анархо-синдикалістська молодіжна федерація [Архівовано 15 червня 2009 у Wayback Machine.],  Центральна організація робочих Швеції (САК) [Архівовано 1 червня 2009 у Wayback Machine.]

Індустріальні робочі світу (ІРС) [Архівовано 2 липня 2010 у Wayback Machine.]
Анархо-синдикалістські організації в СРСР:
- Росія: Конфедерація революційних анархо-синдикалістів (КРАС-МАТ) (Секція Міжнародної асоціації трудящих (МАТ) — Анархо-Синдикалістського Інтернаціонала на території бСССР)
- Росія: сайт Сибірської конфедерації праці (СКТ), революційно-синдикалістська профспілкова організація
- Україна: Рівненський клуб "Правовий всеобуч" [Архівовано 29 червня 2016 у Wayback Machine.]